# Эдриэнн Дор
Э́дриэнн Дор (англ. Adrienne Dore; урождённая Э́лизабет Хи́ммельсбах (Elizabeth Himmelsbach); 23 мая 1910, Кёр-д’Ален, Айдахо — 26 ноября 1992, Лос-Анджелес, Калифорния) — американская киноактриса, модель, победительница конкурсов красоты.

## Биография
Элизабет Химмельсбах (её настоящее имя) родилась 23 мая 1910 года (некоторые источники называют дату 22 мая 1907 года) в городке Кер-д’Ален (штат Айдахо, США). Отца звали Луис Джозеф Химмельсбах, мать — Эдит Эстель Келл.
С детства девочка начала участвовать в конкурсах красоты, позировать для журналов. Повзрослев (приблизительно в 1924 году), переехала в Нью-Йорк, чтобы начать карьеру в шоу-бизнесе; взяла себе актёрский псевдоним Э́дриэнн Дорэ́ (Adrienne Doré). Девушка пела в мюзиклах, в частности, в Elliott, Comstock, and Gest, в ночном клубе, расположенном на крыше театра «Столетие». В 1925 году заняла второе место (1-я вице-мисс) в конкурсе «Мисс Америка», став «Мисс Лос-Анджелес». Многие участницы того конкурса были удостоены подписанием контрактов на съёмки в фильмах студии Famous Players-Lasky, и Дор работала на Universal Pictures на протяжении пяти лет, до 1930 года.
В 1926 году Дор вернулась в Лос-Анджелес, где начала сниматься: первые два года без указания в короткометражных фильмах, но затем продюсеры оценили её актёрское мастерство, и девушке стали давать более крупные роли; она без трудностей перешла из эры немого кино в век кинематографа звукового. В 1931 году Дор подписала контракт со студией Warner Bros., однако после 1934 года сниматься перестала.
Эдриэнн Дор скончалась 26 ноября 1992 года в квартале Вудленд-Хиллз города Лос-Анджелес. По другим данным, она умерла в городке Чиппева-Фолз в штате Висконсин, и похоронена на местном кладбище без обелиска с указанием имени.

### Личная жизнь
В 1933 году Дор вышла замуж за малоизвестного продюсера по имени Бёрт Келли (1898—1983). Пара прожила вместе полвека, да самой смерти Келли.

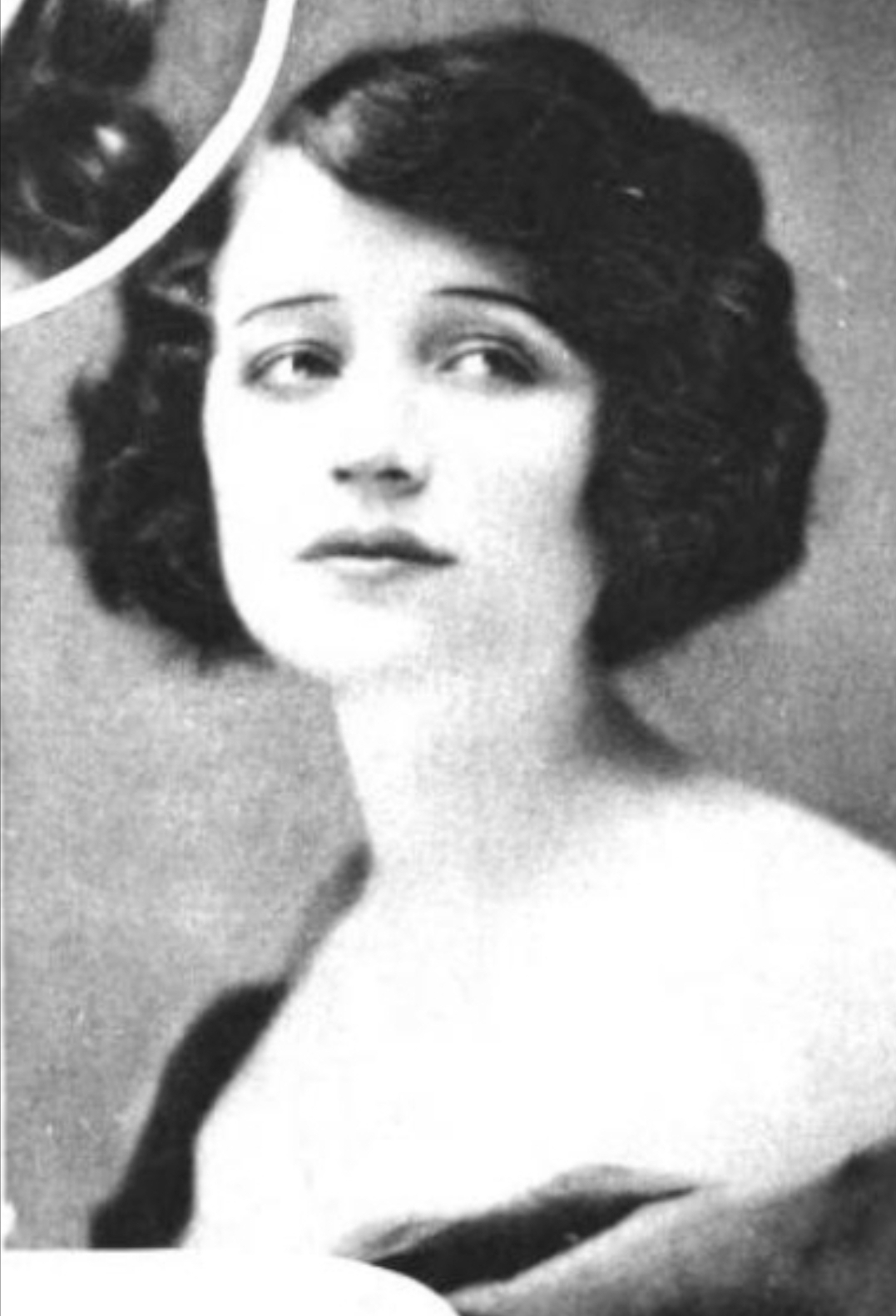
Фото в журнале Theatre Magazine, январь 1921 года
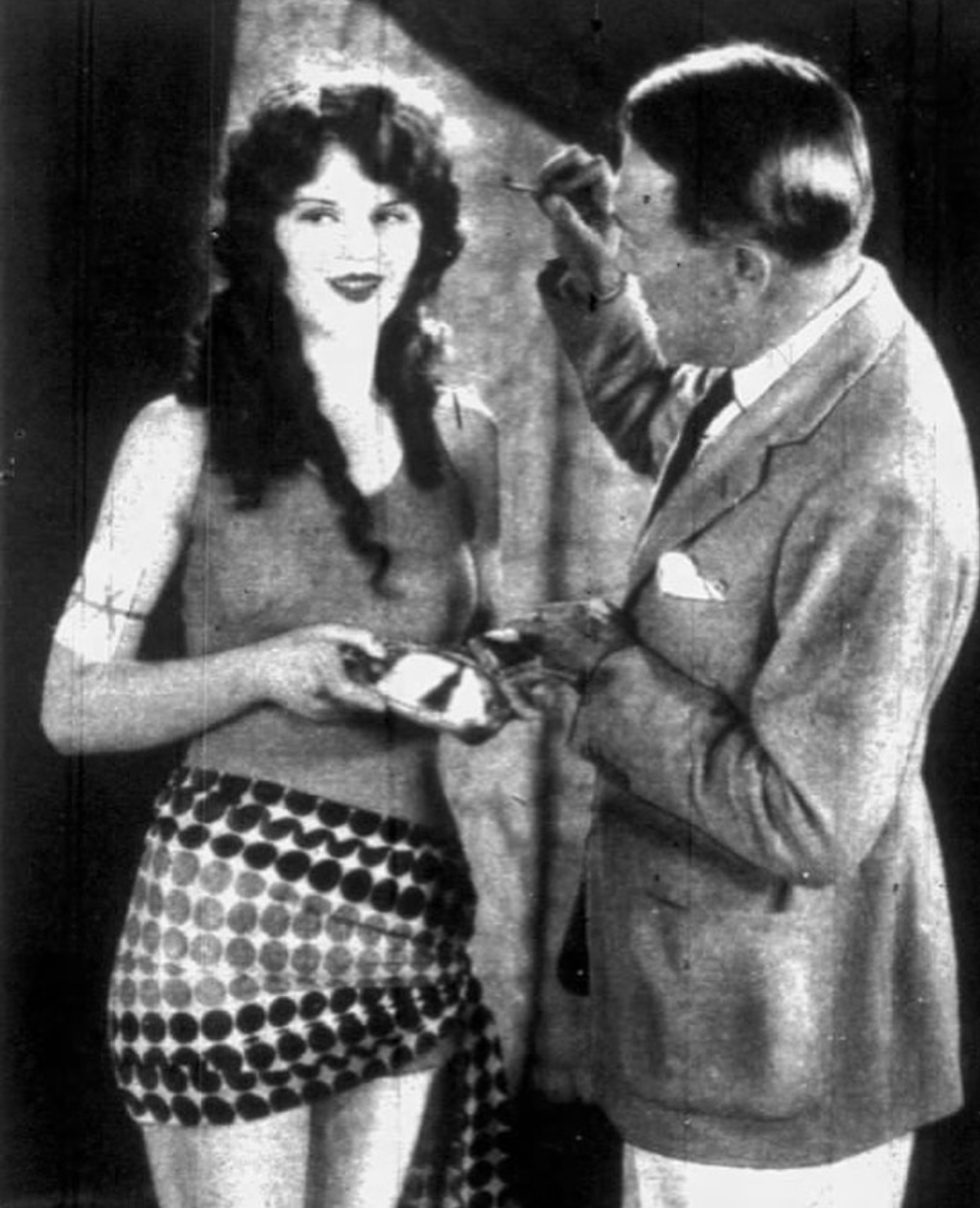
С Эдмундом Гулдингом на съёмках фильма «Салли, Ирен и Мэри» (1925). Сцены с участием Дор в этой ленте в итоге были вырезаны.
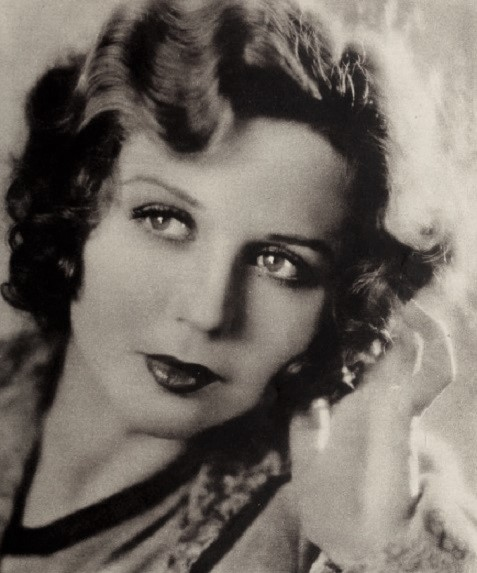
Фото 1929 года
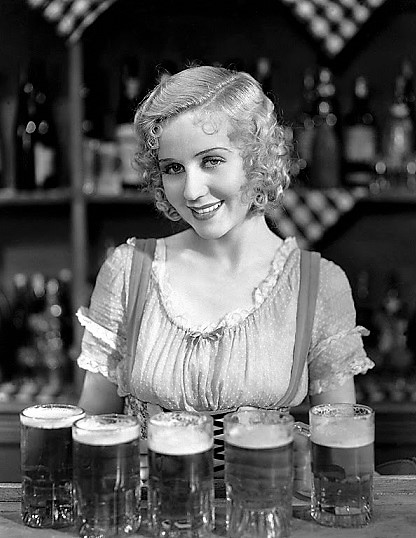
Фото 1932 года
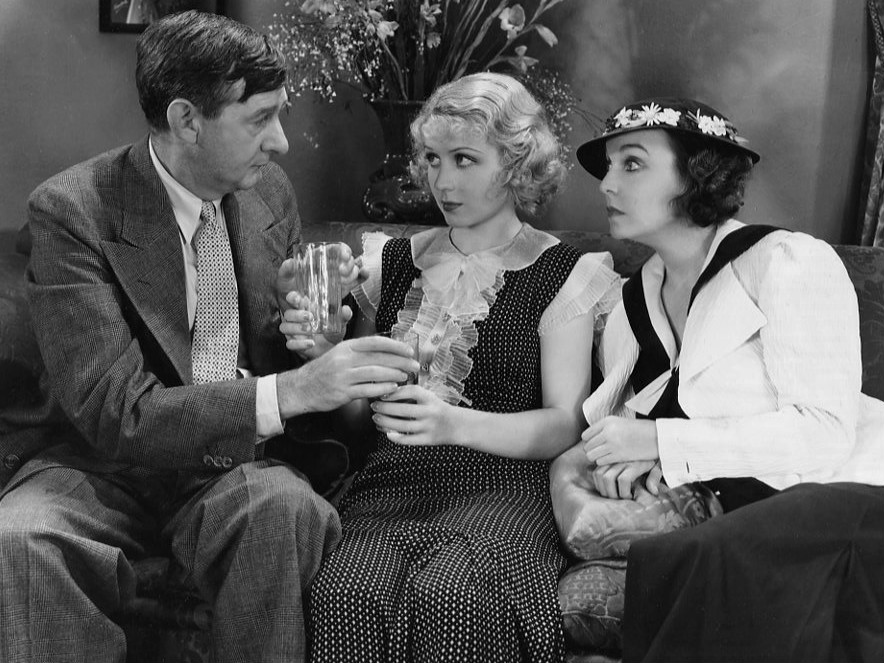
В фильме «Любовь, честь и о, детка!» (1933). Слева направо: Слим Саммервилл, Эдриэнн Дор и Сейзу Питтс.

## Фильмография
- 1929 — Бурная вечеринка[англ.] / The Wild Party — Бэбс
- 1929 — Острые каблуки[англ.] / Pointed Heels — Кэй Уилкокс
- 1932 — Вокзал «Юнион Депо»[англ.] / Union Depot — Сэди
- 1932 — Под псевдонимом «Доктор»[англ.] / Alias the Doctor — Анна
- 1932 — ? / The Famous Ferguson Case — Антуанетта «Тони» Мартин
- 1932 — Богатство, которое всегда с нами[англ.] / The Rich Are Always with Us — Эллисон Эдейр
- 1932 — Улица женщин[англ.] / Street of Women — Франси́с

В титрах не указана
- 1932 — Две секунды / Two Seconds — Энни
- 1932 — Тринадцатый гость[англ.] / The Thirteenth Guest — Winston's Date